# Провулок Архипа Тесленка
Прову́лок Архи́па Тесле́нка — зниклий провулок, що існував у Дарницькому районі міста Києва, місцевість село Шевченка. Пролягав від вулиці Чебишова до вулиці Архипа Тесленка. 

## Історія
Провулок виник, ймовірно, не пізніше кінця 1940-х років. Назва на честь видатного українського письменника Архипа Тесленка вживалася з 1960-х років. Ліквідований у середині 1980-х років у зв'язку зі знесенням малоповерхової забудови села Шевченка та частини Нової Дарниці.